# 2020 في مالطا
الأحداث في عام 2020 في مالطا.

## الحكم
- الرئيس : جورج فيلا
- رئيس الوزراء : جوزيف موسكات (حتى 13 يناير) روبرت أبيلا (من 13 يناير)

## الأحداث
- 13 يناير - استقالة جوزيف موسكات من رئاسة الوزراء
- 7 مارس - بدأ جائحة فيروس كورونا في مالطا بأول حالة تم استيرادها من إيطاليا.[1]

## الوفيات
- 17 أكتوبر - فريدريك أزوباردي, سياسي (مواليد 1949)[2]
- 21 نوفمبر - أوليفر فريجيري (مواليد 1947)[3]